# Abderramão Sanchuelo
Abderramão ibne Sanchul (em árabe: عبد الرحمن شنجول‎; romaniz.: ʿAbd al-Raḥmān ibn Šanjūl ou ibn Sanŷul), também chamado Nácer Daulá Almamune (Nāṣir al-Dawla al-Maʾmūn) e conhecido nas crónicas dos reinos cristãos como Sanchuelo (Córdova, c. 984 – Córdova, 3 de agosto de 909 foi hájibe do Califado de Córdova, que exerceu o poder de facto durante a última parte do primeiro reinado do califa Hixame II. Era irmão mais novo de Abedal Maleque Almuzafar, a quem sucedeu no governo do califado, e filho de Almançor, também ele governante máximo de facto do califado. A sua mãe foi Urraca Sanches (chamada Abda após o casamento), filha do rei Sancho Garcês II de Pamplona. Foi o terceiro e último governante da dinastia política amírida no Califado de Córdova.

## Biografia
Nasceu muito provavelmente em 984, pois os pais casaram em 983 para selar um acordo de paz. Supostamente foi chamado Sanchuelo (diminutivo de Sancho) devido à parecença física com o avô. Em 992 o monarca navarro fez uma visita oficial ao genro, Almançor, para tratar de pôr fim aos ataques cordoveses, retomados após a rutura do pacto anterior entre Pamplona e Córdova. Foi recebido a 4 de setembro na Medina Alzahira, a cidade palaciana de Almançor com grande pompa militar e encontrou-se com o neto, uma criança que ostentava o título de vizir e que se diz que beijou os pés do avô como homenagem, de acordo com o relato de ibne Alcatibe.
Em outubro de 1008, na sequência da morte do irmão Abedal Maleque Almuzafar, sobre a qual houve rumores que teria sido Sanchuelo o causador, sucedeu ao irmão como hájibe e soberano de facto do califado. Fui muito mais magnânimo com o califa Hixame II do que o seu pai e o seu irmão e recebeu o título de Nāṣir al-Dawla ("Defensor da Dinastia") e al-Maʾmūn ("o Fidedigno"), o que foi mal visto pela população. Estes títulos marcaram uma rutura da tradição familiar, pois o pai e o irmão tinham-se limitado a tomar títulos militares e tinha evitado tomar títulos que pudessem dar indícios de usurpação califal, e foi considerado um erro que foi muito criticado pelos seus contemporâneos. Para corrigir este erro, pouco tempo depois de tomar posse do cargo partiu em campanha contra os estado cristãos, como faziam fequentemente o pai e o irmão, para justificar o seu poder com sucessos mlitares na jiade.
A enormes tensões internas no califado entre berberes, saqalibas (também conhecidos como "eslavos") e árabes, a suplantação do poder califal pelos amíridas e a pouca competência de Sanchuelo para governar provocaram um período de anarquia e revoltas que culminou na guerra civil que fez desaparecer o Califado de Córdova, após a qual o poder foi dissolvido entre os reinos de taifas.
Durante o breve período em teve o título de hájibe desentendeu-se com o governo e de acordo com os cronistas comportou-se excentricamente. Tornou-se muito amigo de Hixame II que, afastado das tarefas próprias do comendador dos crentes desde criança, elanguescia numa prisão dourada, levando uma vida de ócio e luxo sem preocupações, à qual parece ter-se juntado o Sanchuelo. Não tardou correrem rumores em Córdova sobre o seu gosto desmedido por vinho e mulheres. Pouco depois fez-se nomear herdeiro legítimo de Hixame, indo contra a política dos seus antecessores, que sempre tiveram o cuidado de não dar a ideia de que queriam para si o título de califa, apesar na prática deterem o poder de forma exclusiva. A mudança dinástica que isso implicava agitou os árabes, tradicionalistas e desprezados sob o regime amírida, e os saqalibas, sempre fieís aos omíadas.

## Morte
Sanchuelo morreu quando comandava uma campanha militar, possivelmente realizada com o objetivo de ganhar algum prestígio semelhante ao que o seu pai e o seu irmão tinham tido. Outra das motivações pode também ter sido o facto do descontentamento contra o regime amírida estar a crescer cada vez mais e por isso procurava que sucessos militares lhe granjeassem apoio popular. Devido ao descontentamento, houve poucos voluntários a juntar-se ao exército reunido para a campanha, apesar de nele terem sido integrados todos os mercenários berberes.
Desde as reformas militares e fiscais levadas a cabo pelo pai e pelo irmão que estes contingentes militares africanos tinham substituído os recrutas andalusinos (kuwar muŷannada) que antes eram proporcionados pelas prvíncias, inde se tinham instalado em massa os sírios chegados à Península Ibérica no século VIII. O pagamento dos mercenários berberes — constituído por uma parte em moeda (naḍḍ) e outra parte em cereais (ṭaʿām) e gado (mawāšī) — era sustentado por um imposto pago pelos habitantes das localidades — cada localidade pagava um montante claculado em função do número de habitantes e de casas. Os oficiais eram homens livres ou escravos adscritos ao omíadas ou aos amíridas; eram dividios nas seguintes categorias: clientes (mawlà-mawālī), beneficiário (ahl al-iṣṭināʿ e  ṣāniʿ-ṣunnāʿ), jovens (fatà-fityān), pajens (ġulām-ġilmān) e escravos (ʿabīd).
Sanchuelo decidiu que a melhor altura para a campanha era o inverno de 1008, quando se vivia um crescente mau estar na capital. Apesar dos seus conselheiros o advertirem que a campanha era inoportuna, desdenhou os conselhos e e dirigiu-se para norte acompanhado pelo conde  de Carrión García Gómez, um aliado do califado desde o tempo de Almançor, que o ajudava na guerra contra Afonso V de Leão. Para piorar a situação, pouco antes de marchar para a fronteira, deixou emitiu ordens consideradas ultrajantes para uma boa parte da corte, que mandavam que se deixasse de usar o gorro árabe e passassem a vestir-se como os berberes. Desguarnecida de tropas devido à campanha, a capital califal ficou à mercê dos seus inimigos.
Pouco depois da partida estalou uma revolta na capital, quando Sanchuelo estava em Toledo, tirando partido da sua ausência e da dos berberes que continuavam fiéis aos amíridas exaltando a impopularidade do hájibe. A revolta foi liderada por Maomé ibne Hixame, um omíada bisneto de Abderramão III (r. 929–961), e foi financiada por al-Dalfāʾ ("a Chata"), a mãe do irmão Abedal Maleque Almuzafar, que acusava Sanchuelo dele ser o causador da morte do filho. A 15 de fevereiro os revoltosos tomaram o controlo de Córdova com o apoio duma milícia entusiasta mas ineficiente, formada pela populaça e liderada por dez homens de origem humilde, que tomou o palácio sem encontrar grande resistência e obrigou Hixame II a abdicar a favor de ibne Hixame.
Maomé ibne Hixame proclamou-se califa com o nome de Maomé II Almadi e rapidamente nomeou o seu primo ʿAbd al-Ŷabbār ibn al-Muġīra hájibe encarregado dos assuntos militares. A primeira medida que tomou foi armar a população que lhe era fiel, por não ter o apoio da aristocracia árabe nem dos militares "eslavos" ou berberes. Pouco mandou desmobilizar mais de 7 000 soldados, principalmente "eslavos" e africanos. Em seguida empenhou-se em ganhar o apoio dos restantes omíadas. A 26 de abril anunciou a morte de Hixame II (o que era falso pois este voltou a obter o trono em 2010) e depois de dar os pêsames ao primo daquele e neto de Abderramão III, o príncipe Hixame ibne Ubaide Alá, prometeu a este um almunia (propriedade rural) em troca da renúncia aos direitos sucessórios. Ainda a 15 de fevereiro vingou-se dos "usurpadores" amíridas arrasando durante quatro dias, a Medina Alzahira, a cidade-palácio construída por Almançor, onde residia a família, era a sede do governo e onde funcionava uma verdadeira corte alternativa, que rivalizava com a congénere do califa, na Medina Azara. A destruição foi total e foram pilhados 7 200 000 dinares de ouro, os quais foram completamente gastos rapidamente a seguir à guerra civil.
Sanchuelo soube da revolta quase imediatamente e, apesar dos seus generais o aconselharem a juntar-se às forças de Wādiḥ em Medinaceli, ordenou o regresso a Córdova, mas à medida que se aproximava da capital, as suas tropas foram-no abandonado pouco a pouco.. Quando chegou ao rio Guadalmellato nos arredores de Córdova, foi capturado por tropas de Maomé II, juntamente com os poucos que lhe continuavam leais e o acompanhavam, entre os quais se encontrava o conde de Carrión. Sanchuelo e o conde foram decapitados a 3 de março e o cadáver de Sanchuelo foi embalsamado e crucificado na Porta da Corte de Córdova. Alguns saqalibas leais aos amíridas conseguiram salvar o filho de Sanchuelo, Abedalazize ibne Amir, então com 4 ou 5 anos, que em 1021 reinaria na Taifa de Valência e de de Almeria, em 1038 na Taifa de Valência e chegou a ter o poder hegemónico no Levante peninsular.
Os berberes reagiram prontamente à desmobilização pretendida pelo novo califa, apoiando o pretendente omíada Hišām ibn ʿAbd al-Mālik, bisneto de Abderramão III, que foi assassinado na na onde de ataques xenófobos que ocorreram depois da queda de Sanchuelo. Berberes, sírios, persas e outros estrangeiros foram assassinados quando Maomé II ordenou a perseguição dos africanos e um prémio por cada cabeça que lhe fosse entregue. As mulheres das vítimas acabaram vendidas no Dār al-Banāt ("Casa das Mulheres"). Os berberes que sobreviveram fugiram de Córdova e encontraram outro pretendente ao trono em Solimão Almostaim, outro bisneto de Abderramão III, e tebe início a longa e devastadora guerra civil, conhecida como fitna do al-Andalus, que provocou a queda do Califado de Córdova.

## Destino da família dos amíridas
Ao contrário do que se pode supor, a perda do poder em Córdova não implicou que toda a poderosa família amírida tivesse sofrido o destino de Abderramão Sanchuelo. Ao que parece, além do filho deste já referido, também escaparam à vingança dos omíadas os restantes filhos de Almançor que já tinham idade para tomar posse das terras e senhorias que o pai lhes tinha deixado em testamento. Segundo o Diccionario Geografico Universal, publicado em Madrid em 1806, uma linhagem amírida instalou-se em Portugal, com a proteção do rei Afonso Henriques, onde teve alguma importância ou a posse do castelo de "Alcázar Do Sol" (provavelmente Alcácer do Sal) e um dos seus membros, Jacobo Almanzor teria sido o "fundador" de Alcázar de Ceguer (Alcácer-Ceguer) em Marrocos.